# Finty Williams
Tara Cressida Frances „Finty“ Williams (* 24. September 1972 in London) ist eine britische Schauspielerin.

## Leben
Finty Williams wurde als Tochter des Schauspielerehepaares Judi Dench und Michael Williams geboren. Wie diese zog es auch Williams zur Schauspielerei. Ihren Spitznamen Finty bekam Williams bereits in jungen Jahren von ihren Eltern, später benutzte sie ihn als Künstlernamen. Sie wurde an der Central School of Speech and Drama ausgebildet und spielte anschließend an verschiedenen Theatern, unter anderem auch bei der Royal Shakespeare Company. Daneben arbeitet sie auch als Sprecherin von Hörbüchern und Zeichentrickserien.
Die Schauspielerin hat einen Sohn.

## Filmografie (Auswahl)
- 1997: Ihre Majestät Mrs. Brown (Mrs Brown)
- 1997: Gosford Park
- 2002: Ernst sein ist alles (The Importance of Being Earnest)
- 2002: Born and Bred (Fernsehserie)
- 2004: Der Duft von Lavendel (Ladies in Lavender)
- 2007: The Good Night
- 2007–2009: Cranford (Miniserie, 3 Folgen)

## Sprechertätigkeit
- 2002–2007: Angelina Ballerina (Zeichentrickserie)
- Boys on the Brain von Jean Ure
- Sugar and spice von Jean Ure
- Cookie von Jacqueline Wilson
- Hetty Feather von Jacqueline Wilson
- Playing with the grown-ups von Sophie Dahl
- Caddy ever after von Hilary McKay